# Yorkville (Illinois)
Yorkville – miasto w Stanach Zjednoczonych, w stanie Illinois, w hrabstwie Kendall.